# 朗德勒维尔
朗德勒维尔（法語：Landreville，法語發音：[lɑ̃dʁəvil]）是法国奥布省的一个市镇，属于特鲁瓦区。

## 地理
朗德勒维尔（48°4'19"N, 4°28'25"E）面积14.2 平方千米，位于法国大東部大區奥布省，该省份为法国中北部省份，北起马恩省，西接塞纳-马恩省，西南至约讷省，东南至科多尔省，东临上马恩省。
与朗德勒维尔接壤的市镇（或旧市镇、城区）包括：乌尔斯河畔塞勒、塞纳河畔日耶、乌尔斯河畔洛什、塞纳河畔讷维尔、阿尔斯河畔维尔、阿尔托河畔维维耶。

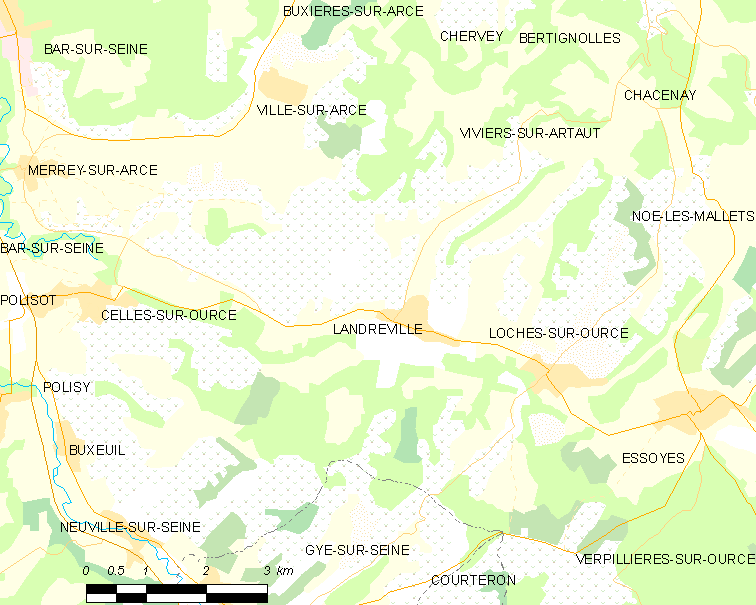
朗德勒维尔的OSM定位图

朗德勒维尔的时区为UTC+01:00、UTC+02:00（夏令时）。

## 行政
朗德勒维尔的邮政编码为10110，INSEE市镇编码为10187。

## 政治
朗德勒维尔所属的省级选区为塞纳河畔巴尔县。

## 人口

1962-2008年间朗德勒维尔人口变化图示

朗德勒维尔于2022年1月1日时的人口数量为385人。